# Crixus
Crixus († 72 př. n. l.) byl podle římských historiků galský otrok a gladiátor, který po boku Spartaka bojoval ve třetím neúspěšném povstání otroků ve starověkém Římě. Padl poražen Publicolou, jako velitel Galů, když se jeho lidé, spolu s příslušníky germánských kmenů, odtrhli od Spartaka.